# Ешен (Ліхтенштейн)
Ешен (нім. Eschen) — громада в Ліхтенштейні з населенням 4150 осіб, площею 3,10 км кв, з середньою висотою 453 метри. 

## Адміністративний поділ
До міста відноситься село Нендельн.

## Історія
На території Ешена знаходяться стародавні поселення Малансер і Шнеллер. 
В Нендельні були виявлені стіни укріплювальних споруд періоду римської імперії.
Перша згадка про місто з'явилась в переписі епохи Каролінгів приблизно 842 роком там поселення називалось Есаною (назва можливо походить від кельтського «Esca», що в перекладі означає «у води»).
До складу Ліхтенштейну ввійшов в 1217 році.

## Демографія
Перепис населення

## Економіка
У Ешені і Нендельні розвинена 
промисловість, торгівля, сфера послуг.

## Спорт
У місті Ешен є спортивний комплекс з величезним басейном.